# Davidina armandi
Davidina armandi är en fjärilsart som beskrevs av Charles Oberthür 1879. Davidina armandi ingår i släktet Davidina och familjen praktfjärilar. Inga underarter finns listade i Catalogue of Life.